# Kagemni (vizir de Snéfrou)
Pour les articles homonymes, voir Kagemni.
Kagemni est un vizir des rois Houni (IIIe dynastie) puis Snéfrou (IVe dynastie). Il a été nommé surveillant de la ville de la pyramide de Snéfrou. Kagemni ne doit pas être confondu avec un autre Kagemni, vizir du pharaon Téti (VIe dynastie).

## Instructions de Kagemni
Kagemni est réputé avoir écrit des instructions pour ses fils qui sont connus comme étant les « instructions de Kagemni » ou encore « préceptes de Kagemni ». Ce texte a été retrouvé dans le papyrus Prisse, daté du Moyen Empire, qui contient également les « enseignements de Ptahhotep ». En réalité, il est probable que le texte date de cette période et non de l'Ancien Empire.
À la fin du texte le concernant, Kagemni mentionne que, après avoir appris tout ce qu'il pouvait sur la nature des hommes, il l'écrit de manière à le transmettre à ses enfants. Le texte mentionne alors que le roi de Haute et Basse-Égypte Houni était mort et remplacé par Snéfrou.